# Armadillo pseudomayeti
Armadillo pseudomayeti là một loài chân đều trong họ Armadillidae. Loài này được Mattern miêu tả khoa học năm 1999.